# Bacchisa melanura
Bacchisa melanura là một loài bọ cánh cứng trong họ Cerambycidae.